# مجتبی پیرزاده
مجتبی پیرزاده (زادهٔ ۱۱ دی ۱۳۶۴) بازیگر ایرانی است. او دارای مدرک لیسانس بازیگری از دانشگاه سوره است. پیرزاده برای بازی در مجموعهٔ سایه‌بان (۱۳۹۶) نامزد جایزهٔ حافظ و برای بازی در فیلم تومان (۱۳۹۸) نامزد سیمرغ بلورین بهترین بازیگر نقش مکمل مرد جشنواره فیلم فجر شد.

## فیلم‌شناسی

### سینما
| سال  | عنوان                     | نقش               | کارگردان          | یادداشت    |
| ---- | ------------------------- | ----------------- | ----------------- | ---------- |
| ۱۴۰۱ | سینما متروپل              |                   | محمدعلی باشه‌آهنگر |            |
| ۱۴۰۰ | کلاغ‌ها                    |                   | شیوا سرمست        | فیلم کوتاه |
| ۱۳۹۹ | عوارض خروج                |                   | سعید حسنلو        | فیلم کوتاه |
| ۱۳۹۸ | تومان                     | عزیز              | مرتضی فرشباف      |            |
| ۱۳۹۸ | مجبوریم                   | مجتبی             | رضا درمیشیان      |            |
| ۱۳۹۷ | غلامرضا تختی              | دوست غلامرضا تختی | بهرام توکلی       |            |
| ۱۳۹۶ | گلدن تایم                 | فراز سرابی        | پوریا کاکاوند     |            |
| ۱۳۹۶ | شکستن همزمان بیست استخوان | فاروق             | جمشید محمودی      |            |
| ۱۳۹۵ | دریاچه ماهی               | رحمان             | مریم دوستی        |            |
| ۱۳۹۴ | فروشنده                   | مجید              | اصغر فرهادی       |            |
| ۱۳۹۴ | یک روز بخصوص              | بهروز             | همایون اسعدیان    |            |
| ۱۳۹۳ | پل خواب                   | رانندهٔ آژانس      | اکتای براهنی      |            |

### تلویزیون
| سال  | عنوان   | نقش          | کارگردان                  | یادداشت |
| ---- | ------- | ------------ | ------------------------- | ------- |
| ۱۳۹۹ | آرمیتا  |              | محمدحسین امانی            |         |
| ۱۳۹۶ | سایه‌بان | سهراب اقبالی | جمشید محمودی، نوید محمودی |         |

### نمایش خانگی
| سال  | عنوان    | نقش          | کارگردان                   | توضیحات                 |
| ---- | -------- | ------------ | -------------------------- | ----------------------- |
| ۱۴۰۳ | جان‌سخت   | اشکان        | مصطفی تقی‌زاده              | پخش در پلتفرم فیلم‌نت    |
| ۱۴۰۲ | مرداب    | کوهیار       | برزو نیک‌نژاد               | پخش در پلتفرم فیلم‌نت    |
| ۱۴۰۲ | قهوه ترک | پرهام پاشایی | علیرضا امینی               | پخش در پلتفرم فیلم‌نت    |
| ۱۴۰۲ | آمستردام | شجاع         | مسعود قراگزلو              | پخش در پلتفرم تماشاخونه |
| ۱۴۰۱ | مترجم    | داوود        | بهرام توکلی                | پخش در پلتفرم نماوا     |
| ۱۴۰۱ | پوست شیر | منصور باجِلان | جمشید محمودی               | پخش در پلتفرم فیلم‌نت    |
| ۱۴۰۰ | آنها     | مازیار       | مهدی آقاجانی، میلاد جرموز  | پخش در پلتفرم فیلم‌نت    |
| ۱۳۹۱ | قلب یخی  |              | محمدحسین لطیفی، سامان مقدم | پخش در شبکه نمایش خانگی |

### تئاتر
| سال  | نمایش                           | نقش | کارگردان | مکان |
| ---- | ------------------------------- | --- | -------- | ---- |
| ۱۴۰۱ | سوم ماه می                      |     |          |      |
| ۱۳۹۸ | سوختن                           |     |          |      |
| ۱۳۹۸ | پروانه الجزایری                 |     |          |      |
| ۱۳۹۶ | صبحانه در غروب                  |     |          |      |
| ۱۳۹۶ | عاالیزناب                       |     |          |      |
| ۱۳۹۵ | سقراط                           |     |          |      |
| ۱۳۹۵ | به گزارش باروت                  |     |          |      |
| ۱۳۹۴ | سفر به نهایت دور                |     |          |      |
| ۱۳۹۴ | شب بخیر جناب کنت                |     |          |      |
| ۱۳۹۴ | B5_6                            |     |          |      |
| ۱۳۹۳ | آنچه می‌شنوی سازِ کجِ کوکِ سکوت است |     |          |      |
| ۱۳۹۳ | مونولوگ پینتر                   |     |          |      |
| ۱۳۹۳ | مرگ فروشنده                     |     |          |      |
| ۱۳۹۲ | باغ آرزوها                      |     |          |      |

## جوایز و نامزدی‌ها
| سال  | جشنواره          | رده                              | کار نامزد شده | نتیجه    | منبع  |
| ---- | ---------------- | -------------------------------- | ------------- | -------- | ----- |
| ۱۳۹۸ | جشنواره فیلم فجر | بهترین بازیگر نقش مکمل مرد       | تومان         | نامزدشده | [ ۴ ] |
| ۱۳۹۷ | جشن حافظ         | بهترین بازیگر مرد درام تلویزیونی | سایه‌بان       | نامزدشده | [ ۵ ] |
| ۱۳۹۷ | جشنواره جام جم   | بهترین بازیگر مرد                | سایه‌بان       | نامزدشده | [ ۶ ] |